# Gautier Capuçon
Gautier Capuçon (Chambéry, 3 settembre 1981) è un violoncellista francese.

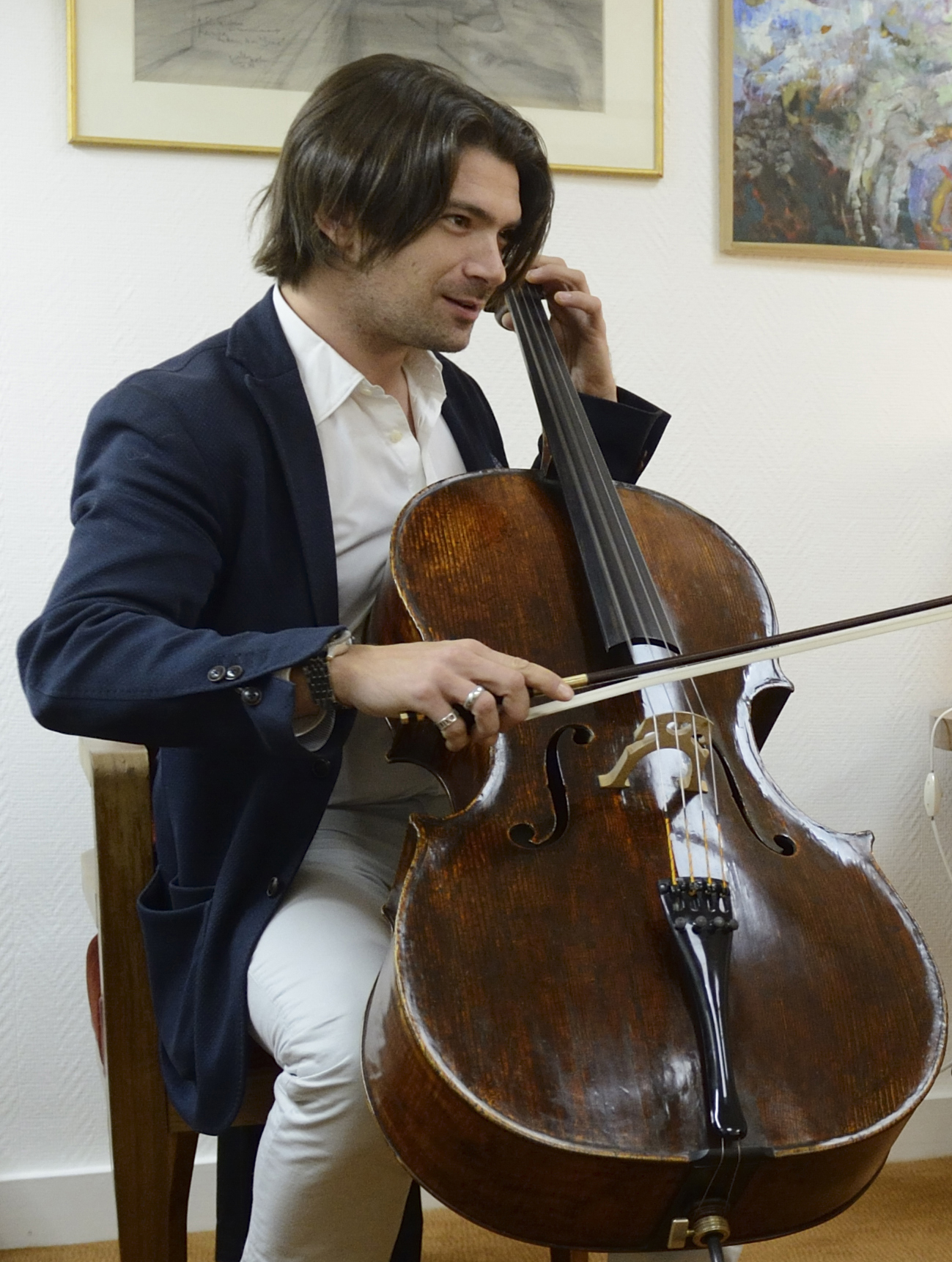
Gauthier Capuçon, 2015

È fratello del violinista Renaud Capuçon.

## Biografia
Dopo aver vinto i primi premi di violoncello e pianoforte nella città natale di Chambéry, Gautier Capuçon si è perfezionato al Conservatorio di Parigi con Annie Cochet-Zakine e Philippe Muller.
Musicista alquanto precoce, ha vinto nel 1998 il primo premio dell'Académie internationale de musique Maurice Ravel di Saint-Jean-de-Luz e, gli anni seguenti, diversi riconoscimenti di livello internazionale.
Interprete di musica da camera o solista d'orchestra, Gautier Capuçon si esibisce insieme ad alcuni degli interpreti più prestigiosi dei nostri tempi: il fratello Renaud Capuçon al violino, e i pianisti Nicholas Angelich, Martha Argerich, Daniel Barenboim, Stephen Kovacevich, Frank Braley, Hélène Grimaud, Katia e Marielle Labèque, fra gli altri. Interpreta con eguale maestria il repertorio classico e quello moderno: Beethoven, Brahms, Shostakovitch, Haydn, Ravel, Saint-Saëns, Schubert… Le sue registrazioni sono edite da Virgin Classics ed EMI Classics.
Nel settembre 2007 ha sposato la violoncellista Delphine Borsarello, seconda dei sei figli del violinista Jean-Luc Borsarello. Dall'unione è nata una figlia di nome Fée.

## Premi
- Primo premio di violoncello al Conservatorio di Chambéry, 1995
- Primo premio di pianoforte al Conservatorio di Chambéry, 1996
- Primo premio dell'Académie internationale de musique Maurice Ravel di Saint-Jean-de-Luz, 1998
- 2. Premio al Concorso internazionale di violoncello di Christchurch in Nuova Zelanda, 1999
- Primo gran premio del concorso internazionale André Navarra a Tolosa, 1999
- Victoire de la Musique "Nuovo talento dell'anno", 2001
- Premio Echo Klassik (Categoria: Giovane artista dell'anno) Germania, 2004
- Premio Echo Klassik (Categoria: Registrazione di concerto dell'anno) Germania 2010/2011

## Discografia
- 2002:
  - Ravel: Trio con pianoforte, Sonata per violino e pianoforte, Sonata per violino e violoncello, 'Sonata postuma'. Con Renaud Capuçon, Frank Braley. Virgin Classics,
- 2003:
  - 'Faccia a faccia', Duo per violino e violoncello di Kodaly, Schulhoff, Haendel, Tanguy…. Con Renaud Capuçon. Virgin Classics,
- 2004:
  - Brahms: I trii per pianoforte, violino e violoncello. Con Renaud Capuçon, Nicholas Angelich. 2CD Virgin Classics,
  - Haydn: Concerti per violoncello. Con la Mahler Chamber Orchestra e Daniel Harding. Virgin Classics,
  - Saint-Saëns: Il carnevale degli animali, Settimino, Fantasia per violino e arpa. Con Emmanuel Pahud, Renaud Capuçon, Paul Meyer, Esther Hoppe, Michel Dalberto, Frank Braley, Béatrice Muthelet, David Guerrier, Janne Saksala, Florent Jodelet, Marie-Pierre Langlamet. Virgin Classics,
  - Schubert: Quintetto per pianoforte e archi "La trota"', Variazioni su 'Trockne Blumen'. Con Renaud Capuçon, Gérard Caussé, Aloïs Posch, Frank Braley. CD Virgin Classics,
- 2006: 
  - 'Invenzioni', Duo per violino e violoncello di Bach, Eisler, Karol Beffa, Bartók, Klein, Kreisler…. Con Renaud Capuçon. Virgin Classics,
- 2007:
  - Brahms: Doppio concerto per violino e violoncello, Quintetto per clarinetto e archi. con Renaud Capuçon, Gustav Mahler Jugendorchester et Chung Myung-whun, Paul Meyer, Quartetto Capuçon. Virgin Classics,
  - Schubert: I trii per piano, violino e violoncello, Movimento di sonata, Notturno. Con Renaud Capuçon, Frank Braley. 2CD Virgin Classics,
- 2008: 
  - Brahms: I quartetti per piano e archi. Con Renaud Capuçon, Gérard Caussé, Nicholas Angelich. 2CD Virgin Classics,
  - ‘Rapsodia’ - Prokofiev, Rachmaninov : Sonate per violoncello e pianoforte. Con Gabriela Montero. Virgin Classics,
- 2009:
  - Dvorak, Herbert: Concerti per violoncello. Con l'Orchestra sinfonica della Radio di Francoforte e Paavo Järvi. Virgin Classics,
- 2010:
  - Prokofiev: Sinfonia concertante, Tchaïkovski: Variazioni rococò. Con l'Orchestra del Teatro Mariinsky, Valery Gergiev. Virgin Classics,
- 2011:
  - Fauré: La musica da camera per strumenti ad arco e pianoforte. Con Renaud Capuçon, Gérard Caussé, Quatuor Ebène, Nicholas Angelich, Michel Dalberto. 5CD Virgin Classics,
- 2013:
  - Arpeggione - Sonate per violoncello e pianoforte di Schubert, Debussy, Britten, Schumann. Con Frank Braley. Erato.
- 2015:
  - Shokastovich - Concerti per violoncello e orchestra nº 1 e 2.  Con l'Orchestra del Teatro Mariinskij diretta da Valery Gergiev. Erato.
- 2016: 
  - Beethoven - Sonate per violoncello e pianoforte. Con Frank Braley. Erato.